# Розанов, Фома Филимонович
Фома Филимонович Розанов (1767—1810) — российский литератор, товарищ директора Московской Синодальной типографии. 
Родился в 1767 году в селе Крымское, Московской губернии; отец его Филимон Макаров был сыном дьячка церкви Преображения Господня в селе Крымское Дворище, также был дьячком, а впоследствии батырщиком и тередощиком московской типографии. Образование Ф. Ф. Розанов получил в Звенигородской и Троицко-Сергиевой семинариях и в Московской духовной академии. По окончании философского курса 16 апреля 1785 года он поступил на службу в Московский архив Коллегии иностранных дел; 10 июля 1790 года он был произведён в коллежские регистраторы, 30 апреля 1794 года назначен переводчиком, а 7 января 1800 года был уволен из Коллегии иностранных дел с чином коллежского асессора для определения к другим делам и 24 декабря был определён в контору Московской Синодальной типографии «директорским товарищем … с препоручением особенному его надзиранию всего книгопечатания и всей книжной торговли и казны». С 26 декабря 1802 года — надворный советник, с 29 января 1809 года — коллежский советник.
Умер 2 (14) мая 1810 года.
Розановым был издан ряд книг как научного, так и беллетристического содержания, причем он или переводил их, или сам являлся автором некоторых из них. Крупнейшим из изданий Розанова является его «Латинской Лексикон с Российским переводом, из лучших Латинских писателей собранный Фомой Розоновым» (М., 1797).
Основные произведения Розанова:
- «Краткая священная история для детей» (М., 1806);
- «Российская грамматика для духовных училищ» (М., 1808);
- «Славянская этимология, или Краткие правила славянской грамматики» (М., 1810).

Ему также принадлежат памфлеты:
- «Слово похвальное чему-нибудь, посвящённое сочинителем кому-нибудь, а переводчиком никому, с присовокуплением похвального слова ничему» (М., 1787);
- «Утешение и добрый совет моде, сетующей об изгнании модных и дорогих товаров, от её обожателей».